# Knooppunt Ballerup
Knooppunt Ballerup (Deens: Motorvejskryds Ballerup) is een knooppunt in de Deense hoofdstad Kopenhagen tussen de Motorring 4, een ringweg van Kopenhagen en de Frederikssundmotorvejen richting Kopenhagen. Het knooppunt is genoemd naar de plaats Ballerup, die in de buurt van het knooppunt ligt.
Het knooppunt is uitgevoerd als een trompetknooppunt. 
In 2015 is de Frederikssundmotorvejen verlengd naar Frederikssund. De stedelijke inprikker werd hierdoor een regionale autosnelweg. Daarvoor werd het knooppunt gereconstrueerd en er zal een nieuwe arm richting het westen aangelegd. Bij de aanleg van het knooppunt was al ruimte gereserveerd voor de uitbreiding.
| Aansluitende wegen        | Aansluitende wegen     | Aansluitende wegen   | Aansluitende wegen | Aansluitende wegen |
| ------------------------- | ---------------------- | -------------------- | ------------------ | ------------------ |
|                           |                        | O4 richting Ballerup |                    |                    |
|                           |                        |                      |                    |                    |
| 17 richting Frederikssund | 17 richting Kopenhagen |                      |                    |                    |
|                           |                        |                      |                    |                    |
| O4 richting Køge          |                        |                      |                    |                    |

Aalborg Centrum · Aalborg Nord · Aalborg Syd · Århus Nord · Århus Syd · Århus Vest · Avedøre · Ballerup · Brøndby · Fredericia · Gladsaxe · Herning · Herning Syd · Ishøj · Kliplev · Køge Vest · Kolding · Kolding Vest · Kongens Lyngby · Nørresundby Centrum · Odense · Rødovre · Skærup · Taastrup · Vallensbæk · Vendsyssel